# A Dog’s Breakfast – Eine Leiche für den Hund
A Dog’s Breakfast – Eine Leiche für den Hund (Originaltitel: A Dog’s Breakfast) ist eine kanadische Filmkomödie aus dem Jahr 2006. Sie ist der erste Film, für den David Hewlett – vor allem in seiner Hauptrolle als Dr. Meredith Rodney McKay in der Serie Stargate Atlantis bekannt – sowohl das Drehbuch schrieb als auch Regie führte.

## Handlung
Patrick – gespielt von David Hewlett – ist ein Sonderling, der auch nach über zehn Jahren nach dem Tod seiner Eltern in deren Haus wohnt und dabei beinahe die gesamte Möblierung über Internetauktionen verkauft hat. Als ihm seine Schwester Marilyn – dargestellt von Kate Hewlett (der wirklichen Schwester von David Hewlett) – einen Besuch abstattet, um ihm den Serienstar Ryan – gespielt von Paul McGillion – vorzustellen, mit dem sie sich verlobt hat, schlägt Patrick ihn mit einem Cricketschläger K.O., weil Ryan hinter Marilyn herschlich.
Die Offenbarung der Verlobung gegenüber ihrem Bruder verläuft so problematisch, wie Marilyn bereits vermutete. Patrick ist nicht nur genervt, auch wegen des anstehenden Weihnachtsfests, dessen Vorbereitungen ihn in seinem täglichen Ritual stören, dem Beobachten der Spinne an der Dachrinne. Darüber hinaus missversteht er auch noch das Zitieren einer Textpassage aus Ryans Dialog für ein Interview und glaubt sogar, dass Ryan seine Schwester umbringen will. Fortan versucht Patrick alles, um seine Schwester zu beschützen, indem er Ryan zuerst erwischt.
Ironischerweise ist es allerdings ein Unfall, der Ryan offenbar tötet, während Marilyn mit ihrem Bruder am Telefon spricht: Als Ryan die Weihnachtsbeleuchtung anbringen will, fällt er unglücklich von der Leiter. Der in Panik geratende Patrick versucht nun alles, um Ryans Tod vor seiner Schwester zu verbergen, sie über ein Blind Date mit Chris – gespielt von Christopher Judge – abzulenken und die Leiche loszuwerden, indem er sie zuerst im Garten vergräbt und später auch versucht im angrenzenden See zu versenken. Doch Ryans Körper taucht immer wieder auf. Als Marilyn ihren Ryan bei der Polizei als vermisst meldet und dessen Tante – ebenfalls von Paul McGillion verkörpert – die Ermittlungen zu Ryans Verschwinden aufnimmt, schließlich Marilyn verdächtigt, fliegt Patrick letztendlich auf.
Weil es schlecht für Marilyn aussieht, beschließen beide, Ryans Leiche nun zu zerstückeln und sowohl Mars – Patricks Hund – als auch den Nachbarshunden als Futter vorzusetzen. Doch als Patrick zugibt, dass Ryan im Grunde wie ein Freund für ihn war, offenbart Marilyn nun ihren Plan: Sie und Ryan haben dessen Unfalltod lediglich vorgetäuscht – und während Patrick immer wieder versuchte Marilyns aufblasbare Sexpuppe loszuwerden, übernahm Ryan selbst die Rolle seiner Tante.
Einige Zeit später hat sich Patrick vollends mit der Idee angefreundet, mit Ryan einen passenden Schwager zu haben, als dessen Schwester Elise ankommt, die selbst auch nicht begeistert von der Hochzeit von Ryan und Marilyn ist. Als sich zwischen den beiden die Liebe auf den ersten Blick abzeichnet, trennen die beiden Verlobten sie, und während Marilyn ihrer Schwägerin in spe das Haus zeigt, führt Ryan seinen neuen Freund zum See in der Nähe – mit einer Elchpinguin-Figur hinter seinem Rücken…

## Produktion
Die Hauptdrehzeit des Films lag in der Pause zwischen zwei Staffeln der Serie Stargate Atlantis. Weitere Szenen wurden während der Produktion der Serie, deren Sets teilweise genutzt werden konnten, an Samstagen gedreht.

## Veröffentlichung
Der Film wurde auf mehreren Filmfestivals aufgeführt, darunter auf dem Filmfestival in San Jose und dem Glastonbury Festival.
Der Vertrieb als digitaler Pay-per-View-Film begann bei iTunes Store und Amazon Unbox am 4. Juli 2007, während die DVD für den US-amerikanischen und kanadischen Markt am 18. September des Jahres veröffentlicht wurde.